# Hacquetia
Genre
Hacquetia est un genre de plantes à fleurs de la famille des Apiaceae. 
Selon Plants of the World Online, c'est un synonyme de Sanicula.

## Liste d'espèces
Selon Catalogue of Life (7 août 2014) et GRIN (7 août 2014) :
- Hacquetia epipactis (Scop.) DC.

Selon The Plant List (7 août 2014) :
- Hacquetia bracteata Sessé & Moc.
- Hacquetia bracteogama DC.
- Hacquetia epipactis (Scop.) DC.

Selon Tropicos (7 août 2014) (Attention liste brute contenant possiblement des synonymes) :
- Hacquetia bracteata Sessé & Moc.
- Hacquetia epipactis DC.